# Madan, Bulgaria
Madan (în bulgară Мадан) este un oraș din partea sudică a Bulgariei. Aparține de comuna Madan, regiunea Smolian.

## Demografie
Componența etnică a orașului Madan
     Bulgari (54,91%)
     Nicio identificare (35,12%)
     Turci (6,87%)
     Romi (0%)
     Altele (3,08%)
La recensământul din 2011, populația orașului Madan era de 5.793 locuitori. Din punct de vedere etnic, majoritatea locuitorilor (54,91%) erau bulgari, cu o minoritate de turci (6,87%). Pentru 35,12% din locuitori nu este cunoscută apartenența etnică.